# Fosforpentoxid
Fosforpentoxid är en kemisk förening av fosfor och syre och är en anhydrid av fosforsyra. Dess kemiska formel är P2O5, men brukar oftast skrivas P4O10 eftersom molekylerna bildar slutna, polycyliska dimerer vars struktur liknar adamantan (se bild).

## Egenskaper
Förutom dimerer kan fosforpentoxid också bilda polymerer av vilka orto-formen är den vanligaste. Den består av lager av P6O6-ringar som binds samman av syreatomer. Strukturen liknar den hos polysilikater.

## Framställning
Fosforpentoxid framställs vanligen genom att vit fosfor (P4) får brinna under god syretillförsel.
{\displaystyle {\rm {P_{4}+5\ O_{2}\rightarrow P_{4}O_{10}}}}

## Användning
Under större delen av 1900-talet var den huvudsakliga användningen av fosforpentoxid framställning av fosforsyra genom att lösa det i vatten. På senare tid har dock "våtprocessen" där fosforsyra utvinns ur kalciumfosfat tagit över eftersom det inte kräver vit fosfor som råmaterial.

### Torkmedel
Fosforpentoxid är ett kraftfullt torkmedel och används för att torka gaser. Reaktionen är exoterm och ger 177 kJ/mol
{\displaystyle {\rm {P_{4}O_{10}+6\ H_{2}O\rightarrow 4\ H_{3}PO_{4}}}}
Eftersom fosforsyra bildas vid reaktionen blandas fosforpentoxid ofta med något ämne som reagerar basiskt med vatten, till exempel natriumkarbonat.

## Andra Fosforoxider
Beroende på fosforatomernas oxidationstillstånd kan olika oxider från P4O6 till P4O10 bildas.